# Vincenzo Bellini
Vincenzo Salvatore Carmelo Francesco Bellini (Catania, 3 november 1801 - Puteaux, 23 september 1835) was een Italiaans componist die vooral bekend is door zijn opera's.

## Biografie
Deze jong gestorven componist, die oorspronkelijk begraven lag op Père Lachaise te Parijs, is in 1876 herbegraven in de Dom van Catania, Sicilië. Hij heeft de tijd gevonden tien opera's te componeren in zowat evenveel jaren. Met Gaetano Donizetti en Gioacchino Rossini behoort hij tot de romantische pre-Verdi-generatie die een zwak hebben voor lyrische aria's en een belangrijk deel van het belcanto-repertoire leverden. Hij studeerde compositie aan het conservatorium in Napels bij Zingarelli. Hij schreef tevens ook daar zijn eerste werken. In 1827 ging zijn derde opera Il Pirata (De piraat) in première in het Teatro alla Scala te Milaan. Het libretto is van Felice Romani en gebaseerd op een toneelstuk van de Ierse schrijver Charles Robert Maturin: Bertram, The Castle of St. Aldobrando. De opera werd vrij snel ook in andere landen opgevoerd, onder meer in Londen, Parijs en New York.
In 1829 volgde de vijfde opera, eveneens in het Teatro alla Scala: La Straniera (De vreemdelinge), wederom op een libretto van Romani naar Vicomte d'Arlincourts roman L'Étrangère. Ook deze opera kende nog tijdens Bellini's leven uitvoeringen in Londen, Parijs en New York.
Nauwelijks een jaar later ging zijn zesde opera in première, ditmaal in Venetië: I Capuleti e i Montecchi (De Capulets en de Montagues). Romani baseerde zich voor het libretto op een eerste versie van het Romeo en Julia-verhaal geschreven voor een andere componist Vaccai. Het succes bleef aanhouden. Ook in Dresden en Gent kwam de opera op de affiche.
La sonnambula (De slaapwandelaarster), nog steeds met Romani als librettist, ging in première in maart 1831 in het Carcano-theater in Milaan en zwermde uit over Europa en Noord-Amerika. De rol van Amina was een der favoriete rollen van Maria Callas, evenals de titelrol in de volgende Bellini-opera, te weten Norma, die in het Teatro alla Scala werd gecreëerd in december 1831 en die tot op heden het meest gespeelde van zijn werken is. Het libretto is opnieuw afkomstig van Romani, naar de gelijknamige tragedie van Alexandre Soumet. De beroemde aria Casta Diva is een van de hoogtepunten van deze opera.
Met zijn negende opera, Beatrice Di Tenda, trokken Bellini en Romani opnieuw naar het Teatro La Fenice in Venetië, waar de première in maart 1833 plaatsvond, hoewel het verhaal zich in Milaan afspeelt. De componist heeft nauwelijks twee en een halve maand over de partituur gedaan. De opera werd nogal sceptisch onthaald. Heden ten dage zijn de meningen over dit drama verdeeld.
Voor zijn laatste opera trok Bellini naar Parijs. I puritani ging daar in première in het Italiaans Theater in januari 1835. De librettist is Graaf Pepoli. Het verhaal speelt tijdens de burgeroorlog in Engeland.
Deze opera's worden nog vrij geregeld opgevoerd, vaak in concertante vorm. Naast Maria Callas had ook Joan Sutherland een zwak voor de titelrollen.

## Werken

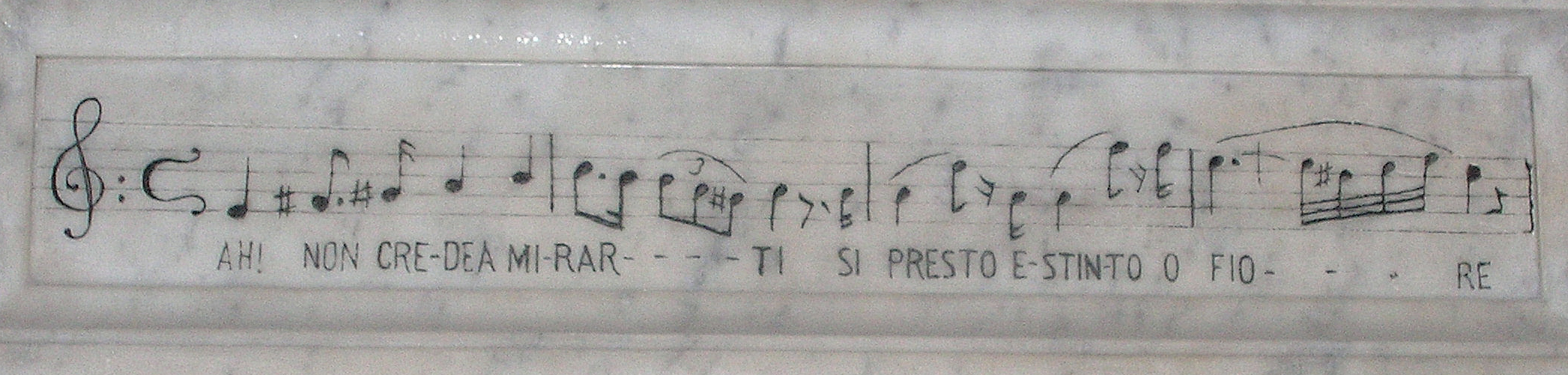
Inscriptie op de grafsteen van Bellini in de kathedraal van Catania met het begin van de aria van La sonnambula:
"Ah! non credea mirarti / Sì presto estinto, o fiore"

Alle werken van Bellini worden uitgegeven in de Edizione critica delle opere di Vincenzo Bellini, Milaan, Ricordi, 2003 e.v.

### Symfonische muziek
- Capriccio, ossia Sinfonia per studio in Do minore
- Sinfonia in Si bemolle maggiore
- Sinfonia in Do minore
- Sinfonia in Re minore
- Sinfonia in Re maggiore
- Sinfonia in Mi bemolle maggiore
- Concerto per oboe e orchestra

### Gewijde muziek
Alle gewijde werken van Bellini dateren uit de studieperiode, of zijn geschreven voor 1825.
- Compieta (verloren)
- Cor mundum crea in Fa maggiore, voor solisten en orgel
- Credo in Do maggiore, voor vier stemmen en orkest
- Cum sanctis
- De torrente
- Dixit Dominus voor solisten, vier stemmen en orkest
- Domine Deus
- Gallus cantavit
- Gratias agimus in Do maggiore, voor sopraan en orkest
- Juravit
- Kyrie
- Laudamus te
- Litanie pastorali in onore della Beata Vergine voor twee sopranen en orgel
- Magnificat voor vier stemmen en orkest
- Messa in Re maggiore voor twee sopranen, tenor, bas en orkest (1818)
- Messa in Sol maggiore voor twee sopranen, tenor, bas en orkest
- Messa in La minore voor sopraan, alt, tenor, bas, vier stemmen en orkest
- Pange lingua voor twee stemmen en orgel
- Qui sedes
- Qui tollis
- Quoniam voor tenor, vier stemmen en orkest
- Quoniam voor sopraan en orkest
- Salve regina in La maggiore, voor vier stemmen en orkest
- Salve regina in Fa minore, voor bas en orgel
- Tantum ergo in Re maggiore voor alt en orkest (1823)
- Tantum ergo in Mi maggiore, voor solisten, koor en orkest (1823)
- Tantum ergo in Fa maggiore, voor twee stemmen en orkest (1823)
- Tantum ergo in Sol maggiore, voor sopraan en orkest (1823)
- Tantum ergo con Genitori in Sib maggiore, voor sopraan en orkest
- Tantum ergo con Genitori in Mib maggiore, voor sopraan en orkest
- Tantum ergo con Genitori in Fa maggiore, voor twee sopranen, vier stemmen en orkest
- Tantum ergo in Fa maggiore, voor sopraan en orkest
- Tantum ergo con Genitori in Sol maggiore, voor koor en orkest
- Te Deum in Do maggiore, voor vier stemmen en orkest
- Te Deum in Mib maggiore, voor vier stemmen en orkest
- Versetti da cantarsi il venerdì santo voor twee tenoren en orkest
- Virgam virtutis

### Aria's en cantaten
- T'intendo, sì, mio cor, verzen van Pietro Metastasio, voor vier sopranen, zonder begeleiding
- No, traditor non curo, aria voor sopraan en pianoforte (oorspronkelijk waarschijnlijk voor sopraan en orkest)
- Sì, per te gran nume eterno, cavatina voor sopraan en orkest
- Gioite, amiche contrade, aria van Cerere, voor sopraan en orkest
- E nello stringerti a questo core, aria voor zangstem en orkest
- Torna, vezzosa Fille, cantate
- Imene, bruiloftscantate voor sopraan, twee tenoren en orkest (1824?)
- Quando incise su quel marmo, scene en aria voor alt en orkest, verzen van Giulio Genoino (?) (1824?)
- Giacché tu dei lasciarmi, scene en aria voor zangstem en pianoforte[2]

### Muziektheater

#### Opera's

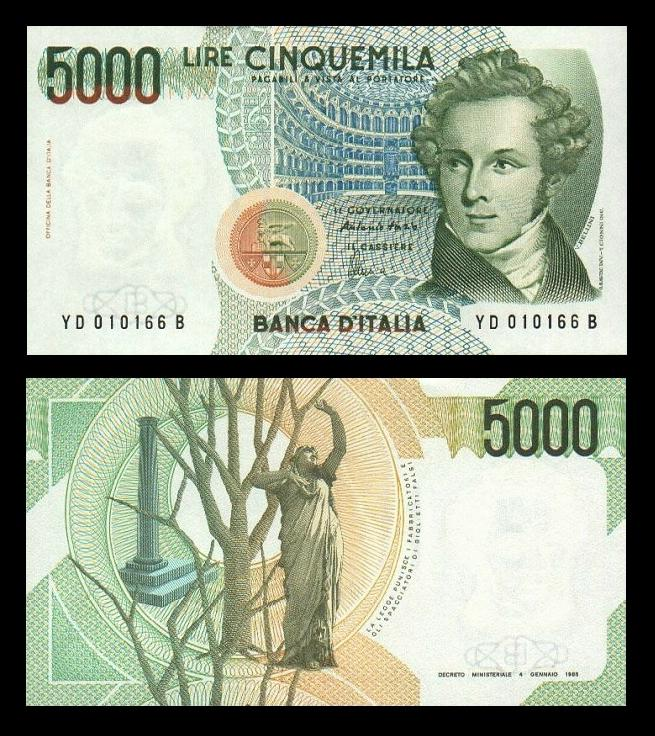
Bankbiljet van 5000 Italiaanse lire met een afbeelding van Vincenzo Bellini

| Voltooid in                          | titel                                                       | aktes                           | première | libretto |
| ------------------------------------ | ----------------------------------------------------------- | ------------------------------- | --- | --- |
| 1824-1825; 2e versie: 1826/1828-1829 | Adelson e Salvini                                           | 3 bedrijven; 2e versie: 2 aktes | tussen 10. en 15 februari 1825, Napels, Teatrino del Conservatorio di San Sebastiano; 2e versie: 23 september 1992, Catania, Teatro Bellini | Andrea Leone Tottola naar François-Thomas-Marie de Baculard d’Arnaud en P. Delamarre |
| 1826 2e versie: 1828                 | Bianca e Gernando; 2e versie: Bianca e Fernando             | 2 bedrijven                     | 30 mei 1826, Napels, Teatro San Carlo; 2e versie: 7 april 1828, Genua, Teatro Carlo Felice                                                  | Domenico Gilardoni naar het drama Bianca e Fernando alla tomba di Carlo IV Duca di Agrigento van Carlo Roti; 2e versie: bewerkt door Felice Romani                                                                        |
| 1827                                 | Il pirata                                                   | 2 bedrijven                     | 27 oktober 1827, Milaan, Teatro alla Scala                                                                                                  | Felice Romani naar het drama van Charles Robert Maturin en Charles Nordier/I.J.S. Taylor Bertan, ou Le Pirate |
| 1828-1829                            | La straniera                                                | 2 bedrijven                     | 14 februari 1829, Milaan, Teatro alla Scala                                                                                                 | Felice Romani naar Charles-Victor Prévost d'Arlincourt L'Etrangère en La straniera een dramatiseerde versie van de roman van Baron Giovan Carlo Cosenza                                                                   |
| 1829                                 | Zaira                                                       | 2 bedrijven                     | 16 mei 1829, Parma, Teatro Ducale | Felice Romani naar Voltaire |
| 1829-1830                            | I Capuleti e i Montecchi                                    | 2 bedrijven                     | 11 maart 1830, Venetië, Teatro La Fenice | Felice Romani naar L. Scevola Giulietta e Romeo en William Shakespeare e. a. |
| 1830                                 | Ernani                                                      | alleen fragmenten               | | Felice Romani naar Victor Hugo |
| 1830-1831                            | La sonnambula                                               | 2 bedrijven                     | 6 maart 1831, Milaan, Teatro Carcano | Felice Romani naar Eugène Scribe en Jean-Pierre Aumers ballet scènario La somnambule ou L'arrivée d'un nouveau seigneur voor muziek van Ferdinand Hérold en naar Eugène Scribe en Germain Casimir Delavigne La somnanbule |
| 1831                                 | Norma                                                       | 2 bedrijven                     | 26 december 1831, Milaan, Teatro alla Scala                                                                                                 | Felice Romani naar de tragedie van Alexandre Soumet |
| 1831-1832                            | Beatrice di Tenda                                           | 2 bedrijven                     | 16 maart 1833, Venetië, Teatro La Fenice | Felice Romani naar Carlo Tedaldi-Fores |
| 1835                                 | I puritani (I Puritani di Scozia, I puritani e i cavalieri) | 3 bedrijven; 2e versie: 2 aktes | 24 januari 1835, Parijs, Théâtre Italien; 2e versie: 14 december 1985, Londen, Barbican Centre                                              | Graaf Carlo Pepoli, naar het drama Têtes rondes et cavaliers van Jacques-Arsène-François-Polycarpe Ancelot (1794-1854) en Joseph-Xavier Boniface Saintine                                                                 |

### Vocale kamermuziek
- Dolente immagine, verzen van Giulio Genoino (?)
- Non t'accostare all'urna, toeschrijving onzeker, verzen van Jacopo Vittorelli
- Quando verrà quel dì (1828?)
- Venticiel che l'ali d'oro
- Sei ariette da camera dedicate a Marianna Pollini (1829)
  - Malinconia, ninfa gentile, verzen van Ippolito Pindemonte
  - Vanne, o rosa fortunata
  - Bella Nice, che d'amore
  - Almen se non poss'io, verzen van Pietro Metastasio
  - Per pietà, bell'idol mio, verzen van Pietro Metastasio
  - Ma rendi pur contento, verzen van Pietro Metastasio
- Guarda che bianca luna (1832), verzen van Jacopo Vittorelli
- Vaga luna che inargenti (1833)
- L'abbandono (1833-1834)
- La ricordanza (1834), verzen van Carlo Pepoli
- Odia la pastorella (1834), verzen van Pietro Metastasio
- O crudel che il mio pianto non vedi (1835?)
- Rêve d'enfance, verzen van Émilien Pacini
- Les joyeux matelots
- Viens, prier enfant, toeschrijving onzeker, verzen van Bay-Harale
- Dalla guancia scolorita (1835), canon voor sopraan en tenor* Toujours verser des larmes! (1835), verzen van Napoléon Crevel de Charlemagne
- Chi per quest'ombre dell'umana vita (1835), vrije canon voor vier stemmen, verzen van Giovanni Guidiccioni
- Le souvenir present céleste (1835)

### Verloren werken
- Mancar mi sento il cor
- Numi, se giusti siete, verzen van Pietro Metastasio
- Amore, verzen van Carlo Pepoli
- Malinconia, verzen van Carlo Pepoli
- La speranza, verzen van Carlo Pepoli
- Alla luna, verzen van Carlo Pepoli

### Muziek voor de pianoforte
- Allegretto in Sol minore
- Capriccio in Sol maggiore voor pianoforte vierhandig
- Polacca voor pianoforte vierhandig
- Sonata in Fa maggiore voor pianoforte vierhandig
- Pensiero musicale (uitgegeven door Francesco Paolo Frontini) Musica (gearchiveerd)
- Tema in Fa minore (omstreeks 1834)

### Orgelmuziek
- Sonata in Sol maggiore

## Persoonlijk leven
Bellini onderhield gedurende zijn leven contacten met verscheidene vrouwen. Hij is nooit getrouwd.
Hij leed aan chronische amoebiasis. Deze ziekte stak bij hem in 1835 in Parijs de kop weer op. Op 23 september 1835 stierf hij aan een acute ontsteking van de dikke darm en een abces in de lever.
Aanvankelijk werd hij begraven op de begraafplaats Père Lachaise in Parijs. In 1839 werd daar boven zijn graf  een monument opgericht.  In 1876, veertig jaar na zijn dood, werden zijn stoffelijke resten met groot ceremonieel van daar overgebracht naar zijn geboorteplaats Catania en herbegraven in de kathedraal aldaar.
. Aan de Piazza Stesicoro in Catania staat een monument ter zijner eer.
- Bibsys: 90598283
- Biblioteca Nacional de Chile: 000047381
- Biblioteca Nacional de España: XX1050860
- Bibliothèque nationale de France: cb13891318z (data)
- Catàleg d'autoritats de noms i títols de Catalunya: 981058521465206706
- CiNii: DA04898160
- Gemeinsame Normdatei: 118655191
- International Standard Name Identifier: 0000 0001 2129 1204
- Library of Congress Control Number: n80122768
- Nationale Bibliotheek van Letland: 000035667
- Base Léonore: LH//172/43
- MusicBrainz: 6f5bfd20-84cc-4879-8a40-05631ad576c7
- Bibliotheek van het Japanse parlement: 00620345
- Nationale Bibliotheek van Tsjechië: jn20000600787
- Nationale bibliotheek van Australië: 35017118
- Nationale Bibliotheek van Israël: 987007258479705171
- Nationale Bibliotheek van Polen: a0000001209141
- Nationale en Universitaire bibliotheek Zagreb: 000101664
- Nederlandse Thesaurus van Auteursnamen: 067524206
- Istituto Centrale per il Catalogo Unico: CFIV023557
- LIBRIS: 207753
- SNAC: w66h4j57
- Système universitaire de documentation: 028609069
- Trove: 791729
- Virtual International Authority File: 39560983
- WorldCat: E39PBJbMbVQPQtR7mtxPQfQrMP